# NASCAR Racing 2003 Season
NASCAR Racing 2003 Season è un videogioco di simulazione di guida sviluppato da Papyrus Racing Games e pubblicato da Sierra Entertainment, parte della Vivendi Universal Publishing. È uscito a febbraio 2003 per Microsoft Windows e rappresenta l’ultimo capitolo della serie NASCAR Racing, iniziata nel 1994 e considerata una delle più importanti simulazioni di stock car su PC. Il gioco riproduce la stagione 2003 della NASCAR Winston Cup Series, con licenze ufficiali per piloti, scuderie e circuiti, tranne che per marchi di tabacco e alcol.
Con questo gioco si chiuse ufficialmente la serie NASCAR Racing di Papyrus Racing Games. Grazie alla sua fisica e stabilità, è rimasto un riferimento nel simracing per molti anni, con tanti mod creati dalla community. La reputazione dello studio come leader nelle simulazioni è stata confermata.

## Sviluppo
L’annuncio è stato fatto il 3 settembre 2002 dicendo chiaramente che sarebbe stato l’ultimo episodio della serie. Papyrus aveva già una grande reputazione per le sue simulazioni, avendo fatto anche Indianapolis 500: The Simulation nel 1989, e ha deciso di puntare ancora di più sul realismo. L’idea era dare ai giocatori un’esperienza NASCAR più fedele possibile, con fisica e dinamiche di gara migliorate e graficae più ricca. Le licenze ufficiali hanno permesso di avere quasi tutti i protagonisti veri della Winston Cup, con livree riprodotte fedelmente, anche se senza sponsor vietati per legge.

## Modalità di gioco
Ci sono tutti e 23 i circuiti reali della stagione 2003, come il rinnovato New Hampshire Motor Speedway e Infineon Raceway (ex Sears Point), più il circuito inventato Coca-Cola Superspeedway già visto nel gioco 2002. Alcune gare si svolgono di notte, tipo quelle di Bristol e Daytona, con luci dinamiche. Il modello di guida può essere impostato su diversi livelli di realismo. Oltre alla simulazione “dura e pura”, ci sono aiuti come cambio automatico, ABS, controllo di trazione, danni ridotti e una modalità “arcade”. C’è anche il Driving Lessons Mode, con dieci lezioni per imparare tecniche di guida, pit stop, uso della scia, gestione delle gomme e del carburante. Una funzione nuova è l’IA adattiva, che cambia la velocità degli avversari in base a quella del giocatore (si può disattivare se non piace).
In multigiocatore, il titolo supporta fino a 42 piloti online, con intero weekend di gara (prove, qualifiche e gara). Si usano server dedicati Sierra e la community era molto attiva. Può capitare un po’ di warping per la connessione, ma in generale è stabile.

## Aspetti tecnici
Dal lato tecnico, NASCAR Racing 2003 Season porta per la prima volta nella serie l’effetto di abbagliamento del sole (sun glare) e altri effetti come lens flare e ombre in tempo reale. La visuale dall'abitacolo è curata e mostra strumenti realistici, con parabrezza che si sporca col tempo per via di polvere e detriti. Ci sono anche elementi ambientali animati, tipo aerei e dirigibili, ma sono bidimensionali. Nonostante i miglioramenti, alcune parti lontane dello scenario restano piatte e con aliasing evidente. Le vetture invece sono molto precise, con livree vere e danni realistici. Il suono riproduce bene i motori V8 NASCAR, con rumori chiari di cambi marcia, gomme e impatti, anche se a volte qualche colpo non ha audio.

## Accoglienza
La critica è stata quasi tutta positiva, lodando il realismo, le opzioni di configurazione, i miglioramenti grafici e la fedeltà dell’esperienza. Alcuni hanno detto che non era un cambiamento enorme rispetto ai titoli prima, ma era comunque un ottimo capitolo finale.